# Hungerfordia
Hungerfordia is een geslacht van weekdieren uit de klasse van de Gastropoda (slakken).

## Soorten
- Hungerfordia brachyptera M. Yamazaki & Ueshima, 2015
- Hungerfordia chilorhytis M. Yamazaki & Ueshima, 2015
- Hungerfordia elegantissima K. Yamazaki & Ueshima, 2013
- Hungerfordia fragilipennis M. Yamazaki & Ueshima, 2015
- Hungerfordia globosa M. Yamazaki & Ueshima, 2015
- Hungerfordia goniobasis K. Yamazaki & Ueshima, 2013
- Hungerfordia irregularis M. Yamazaki & Ueshima, 2015
- Hungerfordia ngereamensis M. Yamazaki & Ueshima, 2015
- Hungerfordia nodulosa M. Yamazaki & Ueshima, 2015
- Hungerfordia pelewensis R. H. Beddome, 1889
- Hungerfordia spiroperculata M. Yamazaki & Ueshima, 2015